# North Pearsall
North Pearsall è un census-designated place degli Stati Uniti d'America situato nella contea di Frio dello Stato del Texas.

## Geografia fisica
North Pearsall è situata a 28°55′09″N 99°05′34″W (28.919296, -99.092906).
Secondo lo United States Census Bureau, ha un'area totale di 1,3 miglia quadrate (3,4 km²).

## Società

### Evoluzione demografica
Secondo il censimento del 2000, c'erano 561 persone, 162 nuclei familiari e 139 famiglie residenti nella città. La densità di popolazione era di 420,3 persone per miglio quadrato (162,9/km²). C'erano 176 unità abitative a una densità media di 131,9 per miglio quadrato (51,1/km²). La composizione etnica della città era formata dal 72,55% di bianchi, l'1,25% di nativi americani, il 24,42% di altre razze, e l'1,78% di due o più etnie. Ispanici o latinos di qualunque razza erano l'82,00% della popolazione.
C'erano 162 nuclei familiari di cui il 58,0% aveva figli di età inferiore ai 18 anni, il 68,5% erano coppie sposate conviventi, il 10,5% aveva un capofamiglia femmina senza marito, e il 13,6% erano non-famiglie. Il 10,5% di tutti i nuclei familiari erano individuali e il 4,9% aveva componenti con un'età di 65 anni o più che vivevano da soli. Il numero di componenti medio di un nucleo familiare era di 3,46 e quello di una famiglia era di 3,73.
La popolazione era composta dal 37,4% di persone sotto i 18 anni, il 9,6% di persone dai 18 ai 24 anni, il 30,3% di persone dai 25 ai 44 anni, il 18,9% di persone dai 45 ai 64 anni, e il 3,7% di persone di 65 anni o più. L'età media era di 27 anni. Per ogni 100 femmine c'erano 94,1 maschi. Per ogni 100 femmine dai 18 anni in giù, c'erano 101,7 maschi.
Il reddito medio di un nucleo familiare era di 32.917 dollari, e quello di una famiglia era di 35.000 dollari. I maschi avevano un reddito medio di 26.667 dollari contro i 17.167 dollari delle femmine. Il reddito pro capite era di 11.602 dollari. Circa l'8,3% delle famiglie e l'8,1% della popolazione erano sotto la soglia di povertà, incluso l'8,7% di persone sotto i 18 anni e l'11,3% di persone di 65 anni o più.